# Округ Лечер (Кентаки)
Лечер (енгл. Letcher County) је округ у америчкој савезној држави Кентаки.

## Демографија
По попису из 2010. године број становника је 24.519, што је 758 (-3,0%) становника мање него 2000. године.
| Група             | 2000.          | 2010.          |
| Белци             | 24.853 (98,3%) | 24.120 (98,4%) |
| Афроамериканци    | 129 (0,5%)     | 85 (0,3%)      |
| Азијати           | 70 (0,3%)      | 39 (0,2%)      |
| Хиспаноамериканци | 110 (0,4%)     | 124 (0,5%)     |
| Укупно            | 25.277         | 24.519         |